# Anna Kjerrumgaard
Anna Kjerrumgaard (24. december 1866 i København – 11. oktober 1939 smst) var en dansk skuespiller, der blev ansat på Pantomimeteatret i Tivoli som Columbine i 1882 og optrådte i denne rolle til 1914. Hun var ansat på teatret indtil 1939.
Hun er begravet på Bispebjerg Kirkegård.